# Intellectualisme
Le mot intellectualisme, au sens métaphysique, désigne une doctrine qui affirme le primat de l'intelligence, de l'intellect, sur l'affectivité et sur la volonté ; il s'oppose à l'émotivisme et au volontarisme. 

## Philosophie
En philosophie, l'intellectualisme est la « doctrine qui pose la primauté des fonctions intellectuelles auxquelles se réduisent toutes les autres, soit affectives, soit volitives ». Socrate est le grand représentant de l'intellectualisme éthique. Il distingue instinct et intelligence :
« Il n’a donc pas suffi à la divinité de s’occuper du corps de l’homme, mais, ce qui est le point capital, elle a mis en lui l’âme la plus parfaite. En effet, quel est l’autre animal dont l’âme soit capable de reconnaître l’existence de ces dieux qui ont ordonné cet ensemble de corps immenses et splendides ? […] Quelle autre âme que celle de l’homme est plus en état de se prémunir contre la faim, la soif, le froid, le chaud, de guérir les maladies, de développer la force par l’exercice, de travailler pour acquérir la science, de se rappeler ce qu’elle a vu, entendu ou appris ? »
— Socrate, dans Xénophon, Mémorables, I, 4
Socrate croit que si l'on connaît le bien, on l'accomplit. On ne fait le mal que par ignorance, « nul n'est méchant volontairement » :
« Il n'y a pas un seul sage à juger qu'il y ait un seul homme qui commette des fautes de son plein gré et qui, de son plein gré, réalise des actes laids et mauvais. Tout  au contraire, les sages savent parfaitement que tous ceux qui font des choses laides et mauvaises les font malgré eux. »
— Platon, Protagoras, 345 d-e
Selon le Protagoras, on ne désire jamais que ce que l'on tient pour un bien ; si on agit mal, c'est que l'on s'est trompé sur ce qui est vraiment un bien. L'intellect est donc premier : celui qui connaît le bien devient vertueux. La vertu est science et peut s'enseigner. Spinoza estime que la pensée est identique à l'être et que tout ce qui est réellement pensé existe ; « la volonté et l'intelligence sont une seule et même chose ». Henri Bergson a violemment attaqué l'intellectualisme au profit de l'intuition (Introduction à la métaphysique).

## En psychologie
En psychologie, l'intellectualisme est la « doctrine qui ramène tous les faits psychiques aux faits intellectuels et méconnaît ainsi l'originalité et la primauté de la tendance et de l'affectivité. La théorie intellectualiste a trouvé sa plus complète expression chez Herbart, pour qui tout état affectif n'existe que par le rapport réciproque des représentations ».

## Traductions
- Eugène Talbot, Xénophon. Œuvres complètes, t. 3 : Les Helléniques. L’Apologie de Socrate. Les Mémorables, Garnier-Flammarion, 1967.
- Xénophon. Œuvres complètes, traduction de Pierre Chambry, Garnier-Flammarion, 3 vol., 1967. T. I : Cyropédie - Hipparque - Équitation - Hiéron - Agésilas - Revenus..